# Udo Tohver
Udo Tohver (10 febbraio 1932 – 25 settembre 2019) è stato un cestista estone naturalizzato svedese.

## Carriera
Con la Svezia ha disputato i Campionati europei del 1961.